# Henrik Larsson (handbollsspelare)
Bengt Henrik Joakim "Hengan" Larsson född 20 januari 1972, är en svensk tidigare handbollsmålvakt.

## Karriär
Mycket lite är känt om Larssons tidiga handbollsår på grund av brist på källor.
Henrik Larsson spelade en säsong som proffs i Norge, Larsson hade en fin säsong i norska Drammen HK, som slutade med ett norskt mästerskapsguld och seger i Citycupen 1996. 1998–2002 spelade han för IFK Ystad. Han spelade sedan  i HK Drott säsongerna 2002 till 2004. Hk Drott var mästare 2002 men Henrik Larsson vann inget guld med klubben utan fick nöja sig med silver eftersom Drott förlorade SM-finalen. Han var sedan under en del av 2004/2005 års säsong i spanska Barakaldo UPV. Men han valde sedan Redbergslids IK som var mästare 2003, men han vann inget guld då heller. 2005 återvände han till Ystads IF och spelade för dem två säsonger. 2007 spelade han som reserv (tredjemålvakt) i Lugi HF.
Henrik Larsson har spelat 3 ungdomslandskamper för Sverige. Efter karriären fungerade Henrik Larsson som mentor för målvakterna i Ystads IF men han var inte tränare bara bollplank.
Jobbar idag som ambulanssjuksköterska.

## Klubbar
- Ystads IF (moderklubb)
- Drammen HK (1995–1996)
- IFK Ystad (1998–2002)
- HK Drott (2002–2004)
- Barakaldo UPV (2004)[6]
- Redbergslids IK (2004–2005)
- Ystads IF (2005–2007)[7]
- Lugi HF (2007)

## Meriter
- Norsk mästare 1996 med Drammen HK
- Vinnare av Citycupen 1996 med Drammen HK
- SM-silver 2003 med HK Drott